# The New School
The New School es una universidad en la ciudad de Nueva York situada en el barrio Greenwich Village, en el Bajo Manhattan.

## Historia

### Fundación
«Es la hora del experimento; y Nueva York es el lugar porque es el más grande laboratorio de ciencia social en el mundo y por fuerza propia atrae estudiantes y líderes del trabajo educacional» («This is the hour for the experiment; and New York is the place, because it is the greatest social science laboratory in the world and of its own force attracts scholars and leaders in educational work.») — fueron las palabras del manifiesto fundador de la Nueva Escuela de Investigación Social, en 1919 (en 2005, debido a la ampliación de su ámbito de actividad, el nombre fue sustituido por el de Nueva Escuela).
Lo nuevo y lo singular, la crítica del orden social, las artes contemporáneas, eran rechazadas o se prohibían, incluso en las universidades. En respuesta a ello, un reducido grupo de científicos, que incluía a los historiadores Charles Baird y James Harvey Robinson, al filósofo John Dewey, y al economista Thorstein Veblen, movidos por el sueño de un centro en el que los intelectuales pudieran presentar y debatir sus ideas libremente, sin censura, donde fuera posible el diálogo entre ellos y el público, editaron en 1919 un folleto con el texto de sus conferencias, y asimismo abrieron La Nueva Escuela «para todos los hombres y mujeres racionales».
La Escuela, en la que, además del examen de actuales problemas sociales, políticos y económicos de la contemporaneidad, se preparaba a los estudiantes para las carreras de Enseñanza, Periodismo, Administración del Estado, y Organización de Empresas, rápidamente adquirió fama, y en los años 20 atrajo a sus filas a los profesores Lewis Mumford, Harold Laski, Franz Boas, John Maynard Keynes, Bertrand Russell, John Watson, y Felix Frankfurter.

### Universidad en exilio
En 1933, por iniciativa del presidente de La Nueva Escuela Alvin Johnson, se fundó la Universidad en exilio. Como objetivo se propuso el salvamento y la inserción laboral de científicos y artistas perseguidos en Europa por motivos étnicos y políticos. Unos 180 científicos encontraron allí un nuevo puesto de trabajo. Su catedrático de Psicología fue Max Wertheimer, y entre otros se contó con los economistas Karl Brandt y Gerhard Kolm, el culturólogo Leo Strauss.

## Subdivisiones de La Escuela
- New School for General Studies — programa de bachiller de Artes Liberales, programas de máster de Medios de masas, Literatura, Relaciones Internacionales, Enseñanza de Inglés para Extranjeros
- New School for Social Research — seis programas de máster y doctorado en Ciencias Sociales, Economía y Filosofía, así como dos programas de máster interdisciplinares
- Milano The New School for Management and Urban Policy — Gerencia y Administración Urbana
- Parsons The New School for Design — programas de formación de diseñadores y pintores
- Eugene Lang College The New School for Liberal Arts — programas básicos de una serie de disciplinas — Arte, Pedagogía, Historia, Literatura, Culturología, Filosofía, Psicología, Religiones, Ciencia, Tecnología, Sociología, Urbanismo, Creación Literaria
- Mannes College The New School for Music — Música clásica
- The New School for Jazz and Contemporary Music — jazz y música contemporánea
- The New School for Drama — formación de actores, directores, dramaturgos

Entre 1994-2005 el Actors Studio dependió de la escuela.

## Egresados célebres
- Adolph Gottlieb
- Stephen Dwoskin
- Shimon Peres[1]
- Hage Geingob
- Tennessee Williams,[2][3]
- Jack Kerouac,[4]
- James Baldwin[5]
- Lorraine Hansberry[6]
- Mario Puzo[7]
- Jamaica Kincaid
- Madeleine L'Engle[8]
- William Styron
- Paul B. Preciado
- Paul Levinson
- Mike Doughty
- Daniel Wolf
- Ed Fancher
- Eugene Goossen (1921-1997)[9]
- Marc Jacobs[10]
- Will Wright[11]
- Tom Ford[12]
- Anna Sui
- Louisa Verhaart
- Narciso Rodríguez
- Lázaro Hernández
- Julio Rosado del Valle
- Yucef Merhi
- Isaac Mizrahi
- George Maciunas
- Donna Karan
- Jill Enfield
- Jason Wu
- Julie Umerle
- Ani DiFranco[13]
- Harry Belafonte
- Sufjan Stevens
- Larry Harlow[14]
- Mike Doughty[15]
- Tony Curtis
- Adrian Cronauer
- Paul Dano
- Jesse Eisenberg
- Beatrice Arthur
- Ben Gazzara
- Rod Steiger
- Shelley Winters
- Kevin Smith[16]
- Elaine Stritch
- Olivia Palermo
- Peter Falk
- Walter Matthau
- Eleanor Roosevelt,[17]
- Ruth Westheimer
- Abraham Foxman
- Tinga Seisay
- Millicent Fenwick
- Jerilyn Ross
- Medea Benjamin
- William Donohue
- Janine Jackson,
- Brother Sean Sammon
- Burt Bacharach
- Johanna Beyer
- Natan Brand
- Semyon Bychkov
- Myung-whun Chung
- Bill Evans
- JoAnn Falletta
- Richard Goode
- Eugene Istomin
- Yakov Kreizberg
- Gail Kubik
- Patricia Neway
- Tim Page
- Murray Perahia
- Eve Queler
- Jerome Rose
- Shulamit Ran
- Julius Rudel
- Carl Schachter
- Lawrence Leighton Smith
- Frederica von Stade
- Linda Toote
- Craig Walsh

### Académicos
- Franklin Delano Roosevelt, III
- Stephen Addiss
- Stanley Aronowitz
- Jean L. Cohen, Ph.D.
- Barbara A. Cornblatt, Ph.D., M.B.A.
- Uri Davis, M.A.
- Richard Grathoff, Ph.D.
- Yossi Sarid, M.A.
- Steven Seidman
- Mady Hornig
- Kevin Mattson
- George E. McCarthy
- Sidney Mintz,
- Franco Modigliani
- Richard Noll
- Michelle L. Hartman
- Peter L. Berger,
- Reiner Schürmann,
- Peter Eisinger,
- Jelena Noura Hadid
- Mariana Mazzucato

## Profesores

### Pasado
- Janet Abu-Lughod
- Woody Allen[16]
- Hannah Arendt
- W. H. Auden
- Jason Bateman
- Seth Benardete
- Franz Boas
- André Breton
- William F. Buckley, Jr.[17]
- John Cage
- Edmund Snow Carpenter
- Harry Cleaver
- Jacques Derrida
- Stanley Diamond
- John Dewey
- W. E. B. Du Bois
- John Eatwell
- Millicent Fenwick
- Sándor Ferenczi
- Joel Fink
- Betty Friedan[18]
- Erich Fromm
- Robert Frost[16]
- Donna Gaines
- Martha Graham
- Aron Gurwitsch
- Jürgen Habermas
- Michael Harner
- Robert Heilbroner
- Christopher Hitchens
- Eric Hobsbawm
- Karen Horney
- Roman Jakobson
- Hans Jonas
- Horace Kallen
- Ira Katznelson
- John Maynard Keynes[16]
- Kenneth Koch
- Julia Kristeva
- Ernesto Laclau
- Emil Lederer
- Emanuel Levenson[19][20]
- Claude Lévi-Strauss
- Adolph Lowe
- Ernest Mandel
- Margaret Mead
- Piet Mondrian
- Lewis Mumford
- Reinhold Niebuhr
- Claus Offe
- Frank O'Hara
- Elsie Clews Parsons
- Erwin Piscator
- Adolph L. Reed, Jr.
- Wilhelm Reich
- Herman Rose[21]
- Bertrand Russell
- Alfred Schutz
- Leo Strauss
- Sekou Sundiata
- Paul Sweezy
- Charles Tilly
- Thorstein Veblen
- Max Wertheimer
- Frank Lloyd Wright
- Slavoj Žižek
- Camilo Egas

### Presente
- Gigi Hadid
- Ágnes Heller
- Simon Critchley
- Susan Cheever
- Faisal Devji
- Nancy Fraser
- Paul Goldberger
- Christopher Hitchens
- Nina L. Khrushcheva
- Ron Leibman
- Pippin Parker
- Austin Pendleton
- Frank Pugliese
- John Reed
- Christopher Shinn
- Arthur Storch
- Scott Thornbury
- McKenzie Wark
- Robin Blackburn
- Reggie Workman
- Anwar Shaikh
- Sakiko Fukuda-Parr
- Jonathan Bach
- Michael Cohen

## Observatorios
- Observatorio Latinoamericano (OLA)
- Observatorio Argentina